# Georgios Samaras
Georgios Samaras (Heraklion, 21. veljače 1985.) bivši je grčki nogometaš. Poznat je po kontroli lopte na terenu, iako je visok 193 cm. 

## Karijera

### Heerenveen
Samaras se preselio u Nizozemsku sa 16 godina i potpisao za Heerenveen.
Debitirao je za prvu momčad u sezoni 2003. – 2004. Nakon još 2 uspješne sezone u nizozemskoj ligi nekoliko engleskih klubova se počelo zanimati za njegov angažman. Kupio ga je Manchester City u siječnju 2006. godine za 6 milijuna funti. Tako je postao najskuplji grčki igrač u Europi.

### Manchester City
Debitirao je za nebeskoplave protiv Newcastle Uniteda, a svoj prvi gol proslavio je na utakmici protiv Charltona u veljači iste godine u kojoj je njegova momčad pobijedila 3:2. Prateći dobar start s Manchester Cityjem Georgios je imao pomiješanu 2006. – 2007. sezonu u kojoj je nastupio 42 puta ( većinom ulazio kao zamjena ) i zabio samo 6 golova. Nakon dolaska Svena Gorana Eriksson Samaras nije nastupio u 2007. – 2008. sezoni nijednom u prva dva mjeseca. Eriksson mu je napokon dao priliku 25. rujna protiv Norwicha u prvom kolu Carling kupa. Samaras nije iznevjerio novog trenera postigavši pobjedonosni gol u 90. minuti utakmice. Do kraja godine nastupio je još par puta u Premiershipu bez pogotka. Na kraju zimskog prijelaznog roka Celtic ga je uzeo na posudbu do kraja sezone s mogućnošću otkupa ugovora na kraju sezone. Samaras je bio pun pogodak za škotsku ekipu. Zabio je više važnih golova i osvojio titulu škotskog prvaka s novim klubom. Celtic je prihvatio mogućnost otkupa ugovora i Samaras je 15. srpnja 2008. potpisao 3-godišnji ugovor s godišnjom plaćom od 1 do 2 milijuna eura.

### Celtic (posudba)
Nakon potpisivanja ugovora bilo je potvrđeno da će Samaras nositi broj 9 dok je na posudbi. Tijekom press konferencije grk je iskreno izjavio da, osim što je došao pomoći Celticu osvojiti naslov prvaka, mu je također na pameti dokazivanje na terenu tako da ga izbornik grčke reprezentacije izabere za odlazak na EURO 2008. Svoj debi za Bhoyse okrunio je pogotkom nakon izvrsnog prodora protiv Kilmarnocka u Škotskom kupu, iako je u igru ušao u posljednjim minutama susreta. Nakon toga dodao je još 5 pogodaka do kraja sezone koji su bili od iznimne važnosti za osvajanje laskave titule prvaka nakon tijesne borbe u vrhu s Rangersima.

### Celtic
Sezona 2008./09. jako je uspješno počela za mladog Grka. U utakmici protiv Falkirka 23. kolovoza zabio je dva pogotka. Tako je i nastavio kad je zabio važan pogodak protiv Rangersa za 1-1 iako je njegova ekipa na kraju izgubila 4-2. Slijedio je gol protiv Motherwella, dva gola protiv Kilmarnocka i dva gola protiv Livingstona u Škotskom kupu. Proglašen je SPL igračem rujna. Uspješnu sezonu završio je osvajanjem škotske premier lige u zadnjem kolu.
Odlaskom trenera Gordona Strachana Samaras nije dobivao veliku minutažu u pripremnim utakmicama za 09/10 sezonu. 26. srpnja 2009. zabio je gol za pobjedu 2:0 Celtica nad londonskim Tottenhamom. Drugi gol stigao je u kvalifikacijama za Ligu prvaka protiv Dinama iz Moskve. Zabio je u sudačkoj nadoknadi za 2:1 pobjedu Bhoysa. Njegov prvi europski pogodak.
U travnju 2010. dobio je nagradu za top strijelca Celtica.

### Grčka reprezentacija
Svoj debi za europske prvake iz 2004. Grčku odigrao je 7 dana poslije svog 21. rođendana protiv Bjelorusije u prijateljskoj utakmici u kojoj je postigao pogodak. Poslije je bio član prve ekipe u nekoliko navrata kvalifikacija za EURO 2008.
Samaras je zabio važan pogodak u kvalifikacijama za SP u Južnoj Africi za 2:1 pobjedu nad Izraelom i to u Heraklionu, njegovom rodnom gradu na Kreti. Svoj peti pogodak za reprezentaciju zabio je protiv Latvije 10. listopada 2009. u istim kvalifikacijama te tako izborio mjesto u ekipi Grčke na nadolazećem svjetskom prvenstvu u Južnoj Africi.

#### EURO 2008.
U svibnju je bilo potvrđeno da će Samaras biti dio grčke reprezentacije na europskom prvenstvu u Austriji i Švicarskoj. Dodijeljen mu je broj 7. Ušao je u igru nakon poluvremena utakmice protiv Švedske koju je Grčka izgubila 2:0.

## Titule
- Naslov prvaka Škotske: 2008., 2012., 2013., 2014.

- Kup Škotske: 2011., 2013.

- Liga Kup Škotske: 2009.

- Škotska Premier liga: igrač rujna 2008.

- Igrač godine Celtica : top strijelac Celtica (travanj, 2010.)

## Vanjske poveznice
- Statistika  Arhivirana inačica izvorne stranice od 3. listopada 2009. (Wayback Machine) na Soccerbase-u
- Statistika na Football Database-u